# Clark Mills (billedhugger)
 For alternative betydninger, se Clark Mills. (Se også artikler, som begynder med Clark Mills)
Clark Mills (13. december 1815—12. januar 1883) var en amerikansk billedhugger. 
Mills' hovedværker er de af ham selv støbte rytterstatuer af Jackson (1853, New Orleans) og Washington (1860, Washington) samt statuen af Friheden på kuppelen af Washingtons Kapitol (udført i bronze efter en tegning af Crawford).